# 1751
Het jaar 1751 is het 51e jaar in de 18e eeuw volgens de christelijke jaartelling.

## Gebeurtenissen
maart
- 12 - De Staten van Friesland verkopen de gronden van Het Bildt die nog in hun bezit zijn.
- 23 - Dijkdoorbraak bij Uitweg, waarna er een wiel ontstaat.

april
- 26 - Er ontstaat een brandje in een klompenmakerij in Oss, dat zich door de sterke wind uitbreidt tot een grote stadsbrand, die twee derden van de huizen in de binnenstad verwoest.

mei
- 25 De eilanden Westvoorn  en Overflakkee zullen verbonden worden door een dam.

juni
- 13 - De koning van Pruisen verleent een octrooi aan een groep van zes financiers om de Pruisische Aziatische Compagnie op te richten. De zes komen uit Frankrijk, Vlaanderen en Holland.

oktober
- 22 - Stadhouder Willem IV sterft plotseling. Zijn weduwe Anna van Hannover wordt prinses-gouvernante, dat wil zeggen regent voor haar zoontje stadhouder Willem V.

zonder datum
- Axel Fredrik Cronstedt ontdekt het element nikkel.

## Muziek
- In Londen vindt de eerste uitvoering van Georg Friedrich Händels oratorium The Choice of Hercules plaats
- Jean-Philippe Rameau componeert de opera Acanthe et Céphise
- Antoine Dauvergne componeert zijn Concerts de Simphonies

## Beeldende kunst

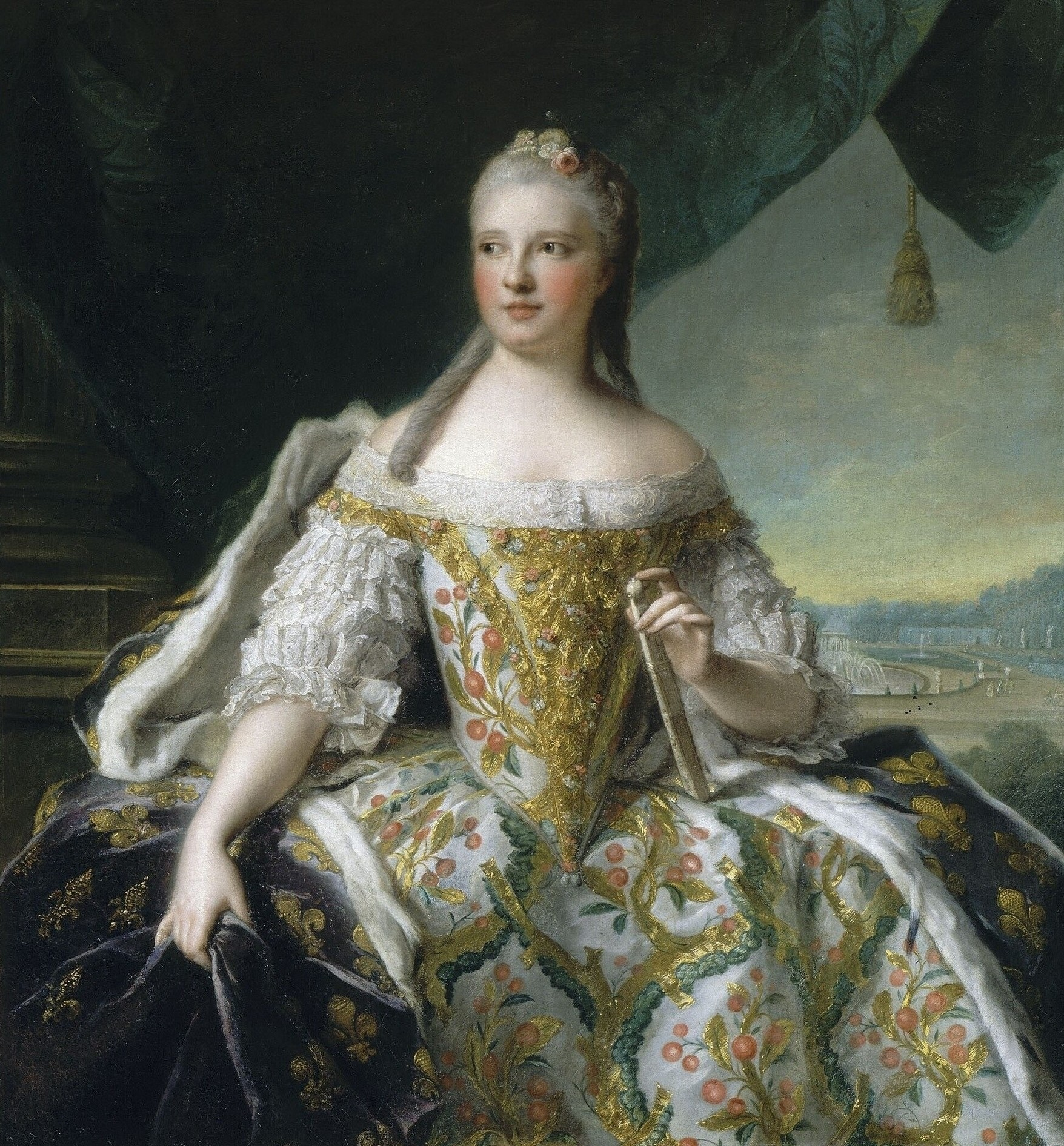
Maria Josepha van Saksen (1751) Jean-Marc Nattier

## Bouwkunst

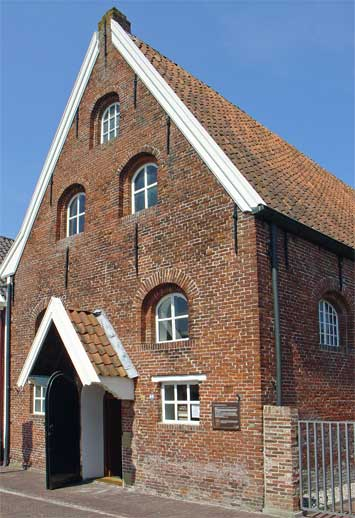
Garnizoenskerk van Bad Nieuweschans (1751)

## Geboren
januari
- 12 - Jakob Michael Reinhold Lenz, Duits schrijver (overleden 1792)
- 20 - Ferdinand van Parma, hertog van Parma (overleden 1802)

maart
- 5 - Jan Křtitel Josef Kuchař, Boheems componist, klavecinist en organist (overleden 1829)
- 9 - María Antonia Vallejo Fernández, Spaans actrice en zangeres (overleden 1787)
- 16 - James Madison, vierde president van de Verenigde Staten (overleden 1836)

juli
- 12 - Julie Billiart, Frans-Belgische ordestichteres (overleden 1816)
- 30 - Maria Anna Mozart, Oostenrijks pianiste (overleden 1829)

augustus
- 7 - Wilhelmina van Pruisen, echtgenote van stadhouder Willem V (overleden 1820)
- 23 - George Shuckburgh-Evelyn, Brits wiskundige en astronoom (overleden 1804)

september
- 14 - Jacobus Spoors, Nederlands advocaat en politicus (overleden 1833)
- 30 - Claude de Jouffroy d'Abbans, Frans ingenieur (overleden 1832)

november
- 1 - Emanuel Schikaneder, veelzijdig Oostenrijks artistiek figuur (overleden 1812)

december
- 19 - Giuseppe Giordani, Italiaans componist (overleden 1798)

## Overleden
januari
- 17 - Tomaso Albinoni (79), Venetiaanse barokcomponist en violist

augustus
- 30 - Christoffel Polhem (89), Zweeds werktuigbouwkundige

oktober
- 9 - Jacob François Moreau, Nederlands orgelbouwer
- 22 - Willem Karel Hendrik Friso van Oranje-Nassau (40), stadhouder van de Nederlanden